# Hollywood Victory Caravan
Die Hollywood Victory Caravan-Tournée von 1942, nicht zu verwechseln mit einem gleichnamigen Film aus dem Jahre 1945, war eine dreiwöchige Tour quer durch die USA mit einem Sonderzug zur Unterstützung der US-Army und -Navy.
Die Tournée startete am 30. April 1942 mit einem Empfang durch die First Lady, der damaligen Präsidentengattin Eleanor Roosevelt, für die Teilnehmer. Es waren über 20 Künstler und Autoren verschiedenster Genre. Sie schufen eine bunte Varieté-Revue und führten  sie auf. Die Tour hatte 14 Stationen. Künstler wie:
- Desi Arnaz,
- James Cagney,
- Claudette Colbert,
- Bing Crosby,
- Cary Grant,
- Bob Hope,
- Bert Lahr,
- Groucho Marx,
- Pat O’Brien und das
- Duo Stan Laurel und Oliver Hardy

sammelten während der Tour 800.000 US-Dollar für die in Europa und im Pazifik kämpfenden US-Truppen.